# Nilobezzia fijiensis
Nilobezzia fijiensis är en tvåvingeart som beskrevs av Wirth och Giles 1990. Nilobezzia fijiensis ingår i släktet Nilobezzia och familjen svidknott.
Artens utbredningsområde är Fiji. Inga underarter finns listade i Catalogue of Life.